# Depressaria rubripalpella
Depressaria rubripalpella är en fjärilsart som beskrevs av Pierre Chrétien 1922. Depressaria rubripalpella ingår i släktet Depressaria. Enligt Dyntaxa ingår Depressaria i familjen plattmalar, Depressariidae, men enligt Catalogue of Life är tillhörigheten istället familjen praktmalar, (Oecophoridae). Inga underarter finns listade i Catalogue of Life.